# Билдербершка група
Билдербершка група или Билдербершки скуп је незванични годишњи састанак затвореног типа са око 200 гостију, од којих већину представљају утицајне особе на пољу предузетништва, медија и политике. Елитна група се састаје сваке године на другом месту у луксузним хотелима или ресторанима широм света, обично у Европи или Канади — једном у сваких пет година у САД, најчешће почетком јуна, састанци су затворени за јавност.
Састанцима је председавао принц Бернхард од Холандије до 1975. Тренутни председавајући је француски бизнисмен Хенри де Кастри. Од 1954. године, састанак се одржава сваке године осим 1976. године, када је отказан због скандала око подмићивања Локхида у које је умешан принц Бернхард, и 2020. и 2021. године због пандемије Ковида-19.

## Организација
Билдерберг је неформална организација политичара, представника војноиндустријског сектора, банкара, пословних људи. Штаб Билдерберга се формално налази у Хагу.

## Историја
Прва конференција одржана је у хотелу Билдерберг (Хотел де Билдерберг) у Остербеку, Холандија, од 29. до 31. маја 1954. године. Од хотела је потекло име како групи тако и „Билдерберцима” који учествују у њеним активностима. Хотел се налази на мирној локацији, отприлике 7 km западно од града Арнема. Власник је и њиме управља хотелски ланац Билдерберг, који има 12 хотела и локација за догађаје у Холандији и један хотел у Немачкој. У време конференције 1954. био је то породични хотел средње величине.
Конференцију је покренуло неколико људи, укључујући пољског политичара у егзилу Јозефа Ретингера који је, забринут због раста антиамериканизма у западној Европи, предложио међународну конференцију на којој би се окупили лидери европских земаља и Сједињених Држава са циљем промовисања атлантизма — бољег разумевања између култура Сједињених Држава и Западне Европе ради подстицања сарадње на политичким, економским и одбрамбеним питањима.
Ретингер се обратио холандском принцу Бернхарду који је пристао да промовише ту идеју, заједно са бившим белгијским премијером Полом ван Зеландом и тадашњим шефом Унилевера Полом Рајкенсом. Бернхард је заузврат контактирао Волтера Бедела Смита, тадашњег шефа CIA, који је замолио саветника Ајзенхауера Чарлса Дагласа Џексона да се позабави овим предлогом. Листа гостију је требало да буде састављена позивањем по два учесника из сваке нације, по један да заступа „конзервативно“ и „либерално“ становиште. На првој конференцији присуствовало је педесет делегата из 11 земаља западне Европе, заједно са 11 Американаца.
Успех састанка навео је организаторе да организују годишњу конференцију. Основан је стални управни одбор са Ретингером именованим за сталног секретара. Поред организовања конференције, управни одбор је такође водио регистар имена учесника и контакт података са циљем стварања неформалне мреже појединаца који би могли да се обрате једни другима у приватном својству. Конференције су одржане у Француској, Немачкој и Данској у наредне три године. Године 1957. одржана је прва америчка конференција на острву Сент Симонс у Џорџији, са 30.000 долара из Форд фондације. Фондација је такође обезбедила средства за конференције 1959. и 1963. године.

### Скупови
Први Билдербершки скуп је одржан у хотелу Билдерберг у Холандији од 29. до 31. маја 1954. године на иницијативу холандског принца Бернара.
Од 14. до 16. маја 2009. године одржан је 57. по реду састанак групе Билдерберг у Палати Астир у Атини, Грчка.
Од 7. до 10. јуна 2010. у хотелу Долце у Сиџесу, Шпанија одржан је 58. по реду састанак групе Билдерберг.
Од 9. до 12. јуна 2011. у швајцарском граду Санкт Морицу.

## Учесници
Учесници су између 120 и 150 људи, укључујући политичке лидере, стручњаке из индустрије, финансија, академске заједнице и медија. Око две трећине учесника долази из Европе, а остатак из Северне Америке; једна трећина из политике и владе, а остатак из других области. Историјски гледано, листе учесника су биле пондерисане према банкарима, политичарима, директорима великих предузећа и члановима одбора великих корпорација којима се јавно тргује, укључујући конгломератну холдинг компанију Инвестор АБ у власништву Валенберга и друге мултинационалне компаније у власништву Валенберга као што су Ериксон и ABB, IBM, Ксерок, Royal Dutch Shell, Нокија и Дајмлер. Шефови држава, укључујући бившег шпанског краља Хуана Карлоса I и бившу краљицу Холандије Беатрикс, присуствовали су састанцима. Један извор повезан са групом рекао је за The Daily Telegraph 2013. да се други појединци, чија имена нису јавно објављена, понекад појаве „само за један дан“ на састанцима групе.
Банкар и индустријалац Маркус Валенберг млађи био је члан управног одбора и присуствовао је састанку двадесет два пута од 1950-их до 1981. године, годину дана пре његове смрти. Његов унук Маркус Валенберг присуствовао је осам пута, а његов други унук, Џејкоб Валенберг, седамнаест пута.